# 4569 Baerbel
4569 Baerbel è un asteroide della fascia principale. Scoperto nel 1985, presenta un'orbita caratterizzata da un semiasse maggiore pari a 2,5843513 UA e da un'eccentricità di 0,0637653, inclinata di 14,50305° rispetto all'eclittica.